# Möthlow
Möthlow ist ein Ortsteil der Gemeinde Märkisch Luch im Landkreis Havelland in Brandenburg.

## Etymologie
Anbetracht der slawischen Vorgeschichte des Ortes ist eine plausible Erklärung für den Ursprung des Ortsnamens in dem polabischen Wort „Motyl“ zu suchen, was „Schmetterling“ heißt. „Motylow“ würde demnach „Ort, an dem es Schmetterlinge gibt“ bedeuten.

## Geografie

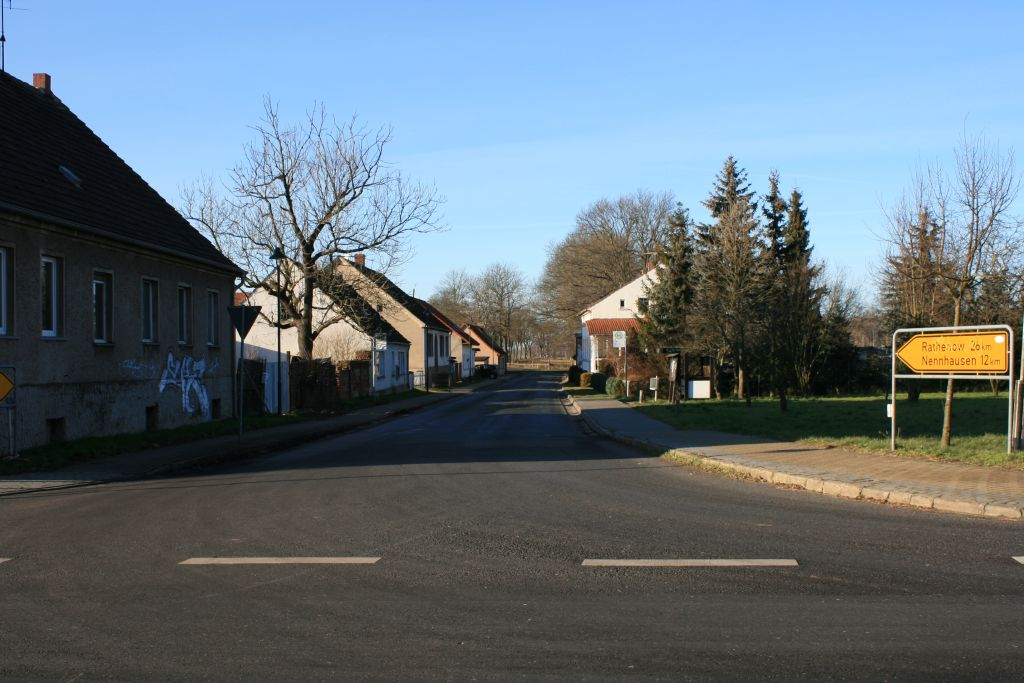
Möthlow in Richtung Nennhausen

Möthlow liegt in einer Höhe von 31 m ü. NHN etwa 4,5 Kilometer südwestlich von Bundesstraße 5 an der Verbindungsstraße zwischen der Bundesstraße 5 und Brandenburg an der Havel über Buschow, Barnewitz und Marzahne der Landesstraße 99 und 2 Kilometer nördlich der ICE-Strecke Berlin-Hannover. Der Ort hat eine Fläche von 10,26 km² und bei 207 Einwohnern (Stand: April 2023) eine Bevölkerungsdichte von 18 Einwohnern/km².

### Nachbarorte
- Pessin
- Retzow
- Buschow, Ortsteil der Gemeinde Märkisch Luch
- Liepe, Ortsteil der Gemeinde Nennhausen

## Geschichte

### Frühgeschichtliche Funde
Die ersten menschlichen Spuren in der Gegend um das heutige Möthlow stammen aus der Bronzezeit (2200 bis 800 v. Chr.). Darauf deuten die Funde auf dem „Kultplatz“. So wird eine Anhöhe an der heutigen Sandgrube, auf dem Mühlenberg bzw. Koch’schen Berg bezeichnet. Es war offensichtlich ein Ort für Opfergaben. Die ersten Siedlungen entstanden hier in der Eisenzeit (ca. 750 v. Chr. bis ins 5. Jahrhundert n. Chr.). Beweise für mehrperiodische Siedlungen finden sich auch aus der römischen Kaiserzeit und dem slawischen Mittelalter.

### Gründung des Dorfes
Erste urkundliche Erwähnung fand Möthlow im Jahre 1307. Das Dorfbild von Möthlow ist geprägt von einem Gutshof mit eigenen Kleinbauernhöfen und Landarbeiterhäusern, welches sich bis heute nicht geändert hat. Am 28. September 1411 überfielen die Raubritter Iwan von Wulffen und Henning (von) Kracht den Ort und erschlugen den Gutsbesitzer von Retzow und beraubten das Vieh. Zur Verschonung des Ortes und des Rittersitzes mit dem Feuer wurden 45 Schock Böhmische Groschen als Ausgleichszahlung gegeben und spät ein Dorfbewohner als Geisel wieder freigelassen.

### Wirtschaftliche Entwicklung

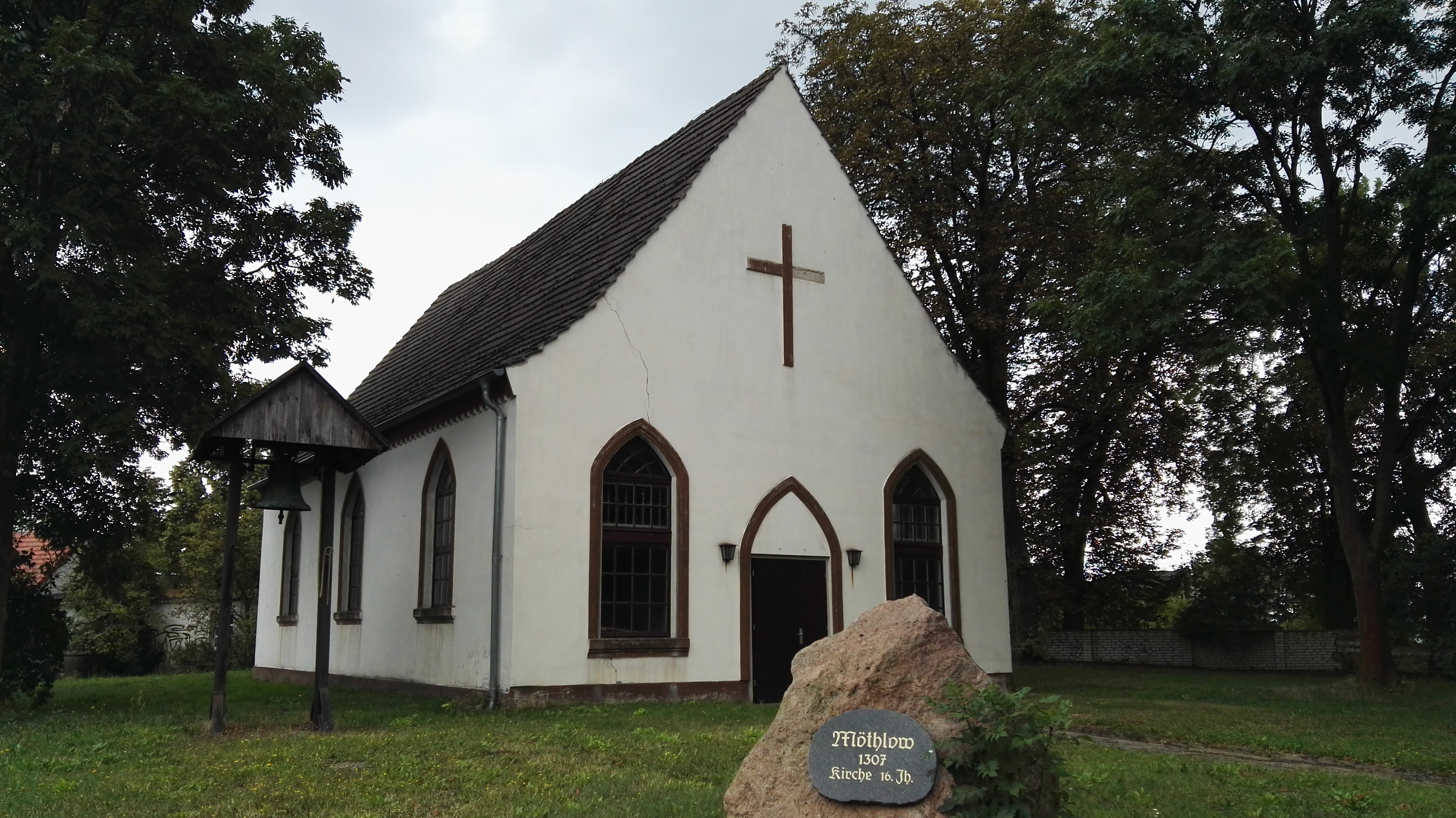
Dorfkirche Möthlow seit 1604

Zu den ältesten Bauwerken des Dorfes zählt die schlichte Dorfkirche Möthlow, eine Fachwerkkirche aus dem Jahre 1604. Zuvor wurde 1480 ein Krug eröffnet. 1572 geht auf dem Mühlenberg die Windmühle in Betrieb. 1608 bekommt Möthlow einen Rittersitz, 1610 wird in den Chroniken zum ersten Mal der Weinberg erwähnt, neben ihm wird ein Lustgarten angelegt. Eine Schmiede beginnt ihre Tätigkeit im Jahre 1624. Inmitten des 17. Jahrhunderts scheint ein Hauptmann Albrecht von Döberitz der Grundherr gewesen zu sein. Das Herrenhaus, auch Gutshaus genannt wird im Jahre 1730 gebaut. Es bleibt vom großen Dorfbrand 1811 verschont. Dieser Brand ist eine Tragödie für das Dorf, das mit einem großen Kraftakt wieder aufgebaut wird. Im 19. Jahrhundert stationieren in Möthlow französische Soldaten. Vor diesen historischen Geschehnissen wurde der Wert von Möthlow nach einer amtlichen Statistik auf einen ungefähren Wert von 50.000 Reichsthalern geschätzt.

### Gutsbesitzer
Bereits um 1700 wurde der Gutsbesitz dem Henning Sigismund von Retzow und seiner Frau Margarete von der Groeben zugeschrieben. Sie gaben ihre beiden Söhne Wolf Friedrich (auch Wulff Friedrich) und Karl Friedrich auf das insbesondere für die preußischen Gutsbesitzersöhne gegründete Adelsalumnat der Ritterakademie zu Dom Brandenburg. Nach 1800 galt der Landschaftsdirektor Friedrich Emil von Retzow, verheiratet mit Henriette Sophie von Thielau-Scheibsdorf, als Gutsbesitzer von Retzow und Möthlow. Um 1880 weist das erstmals veröffentlichte Generaladressbuch der Rittergutsbesitzer für die Provinz Brandenburg die Familie der „gegraften“ von Kleist-Retzow als Eigentümer der 739 ha des Rittergutes aus. Es handelt sich um den Oberstleutnant Ferdinand von Kleist-Retzow. Im Vorfeld hatte der Vorbesitzer Herr von Retzow den neuen Besitzer adoptiert und dieser fügte nach Genehmigung 1839 an seinen Namen die Titulatur Retzow bei. Die beiden Adelsgeschlechter waren zuvor schon miteinander mehrfach verschwägert. Diese genannte Familienlinie der von Kleist hatten ihren Hauptsitz in Pommern. Und dies blieb auch so bis in die Jahre über die große Wirtschaftskrise 1929/1930. Damals war Wolf Graf von Kleist-Retzow, seines Zeichens Erbküchenmeister in Hinterpommern und Rittmeister a. D., Gutsbesitzer auf Möthlow. Der Umfang des Besitzes vor Ort war 745 ha, davon 53 ha Wald. Das Gut Möthlow betrieb eine intensive Viehwirtschaft und wurde von Administrator Bartsch geleitet. Administratoren waren zumeist den Gütern als Auflage nach Kreditvergaben seitens den Ritterschaftsbanken, nachfolgend Märkische Landschaft genannt, auferlegt. In Möthlow gab es mit dem Hof von A. Haacke noch einen 39 ha großen landwirtschaftlichen Betrieb. Letzter Möthlower Gutsbesitzer war der spätere Rechtsanwalt und Syndikus, Kommendator des Johanniterordens, Peter-Christian von Kleist-Retzow (1910–1966).

### Zweiter Weltkrieg und DDR-Zeit
In den letzten Tagen des Zweiten Weltkriegs machen die Wehrmachtssoldaten einen längeren Halt im Ort. Die Frontlinie kommt immer näher und mit ihr auch die Rote Armee. Die nach dem Krieg im Dorf gebauten „Siedlerhäuser“ erzählen die Geschichte der Vertreibung und des Neuanfangs. 1955 wird eine LPG gegründet.

### Gemeindereform Märkisch Luch
Im Zuge der Gemeindegebietsreform des Landes Brandenburg schloss sich Möthlow am 31. Dezember 2002 mit den bis dahin ebenfalls selbständigen Gemeinden Barnewitz, Buschow und Garlitz zusammen und wurde ein Ortsteil der Gemeinde Märkisch Luch.

## Freizeit, Kultur und Wirtschaft
Möthlow hat zwei aktive Dorfvereine, den Möthlower Freizeitverein e. V. unter Leitung des Ortsvorstehers Volker Schönfeld und DWAI e. V. unter Leitung von Olga Bowgierd. Zu ihren Projekten zählen ein Pizza Backofen am Dorfgemeinschaftshaus, die Anschaffung von Honigbienen, einer Saftpresse, einer Zuckerwattemaschine, eines Lastenfahrrads, das Aufstellen einer Bücherbox sowie die Wiederbepflanzung des Dorfs mit Obstbäumen.
Weiterhin hat Möthlow einen Biergarten der bei Emily heißt und das Startup reemedee, was eine Manufaktur für Arzneitee, pflanzliche Arzneimittel und Naturkosmetik mit Onlineverkauf unterhält. Auch ein Projekt für solidarische Landwirtschaft mit dem Namen Luch Gärtnerei hat in Möthlow seine Heimat gefunden.
Bis 2014 gab es für 28 Jahre in Möthlow auch ein Bienenmuseum. Die Ausstellungsstücke können zum Teil heute noch in Elstal bei Karls Erlebnis-Dorf angeschaut werden.
Die Möthlower Dorfkirche hat seit 1983 keinen Turm mehr, deswegen hängt die Glocke aus dem 15. Jahrhundert in einem neben der Kirche aufgebauten Glockenstuhl.

## Politik
Der ehrenamtliche Ortsvorsteher ist Volker Schönfeld(Stand: Kommunalwahl 2019).

## Verkehr

### Busverbindung
Möthlow ist im Rahmen des ÖPNV durch die Havelbus Linie 572 der HVG mit Rathenow und Kiek, Ortsteil von Garlitz, und durch die Havelbus Linie 680 der HVG mit Nauen und Rathenow verbunden.

### Zug
In Buschow (3 km südlich von Möthlow) fährt die Regionalbahn-Linie RE4 Ludwigsfelde – Berlin – Rathenow, in Paulinenaue (10 km nördlich von Möthlow) die Regionalbahn-Linie RE2 Wittenberge – Berlin – Cottbus.

### Fahrrad
In der Nähe von Möthlow befinden sich havelländische Fahrradwege:
- von Möthlow Richtung Süd: Fahrradweg zur RE4-Bahnstation und in ca. 2 km ab Buschow Fontane.Rad-Radroute
- von Möthlow Richtung Ost: in ca. 9 km ab Groß Behnitz Fontane.Rad-Radroute und in ca. 10 km ab Ribbeck Havelland-Radweg
- von Möthlow Richtung West: in ca. 12 km ab Nennhausen Fontane.Rad-Radroute und in ca. 17 km ab Stechow Havelland-Radweg
- von Möthlow Richtung Nord: Straße und Fahrradweg Richtung Retzow und Ribbeck

## Persönlichkeiten
- Wolf Friedrich von Retzow, Generalleutnant, Gutsbesitzer auf Möthlow
- Hans Jürgen von Kleist-Retzow, Landrat, Gutsbesitzer auf Möthlow